# Мир за Галилея
Операция „Мир за Галилея“ (на иврит: מבצע שלום הגליל, or מבצע של"ג), наричана също Първа ливанска война (на арабски: الاجتياح), е военна операция на Израел в Ливан, започната на 6 юни 1982 г., когато израелската армия нахлува в Южен Ливан. Повод стават множеството атаки и контраатаки между ООП, оперираща в Южен Ливан, и израелската армия, които вземат цивилни жертви от двете страни на границата, както и опитът на организацията Абу Нидал да убие израелския посланик във Великобритания Шломо Аргов. Много бързо се превръща във война срещу сирийската армия разположена в Южен Ливан. По време на бойните действия Израелската армия стига до Бейрут.
След като напада ООП, сирийските и мюсюлманските ливански сили, израелската войска, в кооперация с маронититските си съюзници и самопровъзгласилата се Свободна ливанска държава, окупира Южен Ливан, като накрая обгражда ООП и елементи на сирийската армия. Обградени в Западен Бейрут и подложени на жестоки бомбардировки, силите на ООП и техните съюзници се договарят за транзит от Бейрут с помощта на американския дипломат Филип Хабиб и защитата на международни миротворителни сили. При управлението на Ясер Арафат ООП местят щаб-квартирата си в Триполи през юни 1982 г. Изгонвайки ООП, премахвайки сирийското влияние в Ливан и установявайки про-израелско християнско правителство, оглавявано от президент Башир Джемайел, Израел се надява да подпише договор, който, според Менахем Бегин, ще даде на Израел „четиридесет години мир“.
След убийството на Джемайел през септември 1982 г., израелската позиция в Бейрут става неудържима и подписването на мирен договор става все по-малко вероятно. Възмущението от израелската роля в клането в Сабра и Шатила на палестинци и ливански шиити и разочарованието на израелското общество от войната водят до постепенно изтегляне от Бейрут към зоните, върху които самопровъзгласилата се Свободна ливанска държава има претенции в Южен Ливан, което започва след подписването на Договора от 17 май и промяната на отношението на Сирия спрямо ООП. След като израелските сили се изтеглят от по-голямата част от Ливан, започва война на лагерите между ливанските фракции, остатъците от ООП и Сирия, в която Сирия се сражава срещу бившите си палестински съюзници. По същото време шиитски войнстващи групи започват да се консолидират и да водят ниско интензивна партизанска война в зоната на израелска окупация в Южен Ливан, което води до 15 години маломащабен конфликт. Ливанската гражданска война продължава до 1990 г., когато Сирия вече има пълен контрол над Ливан.